# Uniforme de la selección de fútbol de Marruecos
De 2012 a 2019, el fabricante de equipos del equipo de Marruecos es Adidas que sucede a Puma.
Sin embargo, en agosto de 2019, tras un contrato de cuatro años firmado con la Real Federación de Fútbol de Marruecos, la marca alemana se convierte en el proveedor oficial de equipos del equipo de fútbol de Marruecos.

## Proveedor
| Periodo     | Proveedor |
| ----------- | --------- |
| 1982 - 1993 | Adidas    |
| 1994 - 1995 | Lotto     |
| 1995        | Umbro     |
| 1995 - 1997 | Lotto     |
| 1998 - 2001 | Puma      |
| 2002 - 2006 | Nike      |
| 2007 - 2011 | Puma      |
| 2012 - 2018 | Adidas    |
| 2019 -      | Puma      |

## Evolución del uniforme

### Local
| Histórico | 1970 | 1976 | 1986 | 1994 | 1996 | 1998 | 2000 | 2002 |

| 2003 | 2004 | 2004-2005 | 2004-2005 | 2006 | 2007 | 2008 | 2010 | 2012 |

| 2013 | 2014 | 2015 | 2015 | 2017 | 2017 | 2018 | 2019 | 2020 |

| 2022-2024 | 2022 vs Francia | Paris 2024 | 2024-Actual |

### Visitante
| histórico | 1970 |  | 1986 | 1994 | 1996 | 1998 | 2000 | 2002 | 2003 |

| 2004 | 2006 | 2007 | 2008 | 2010 | 2012 | 2013 | 2014 | 2015 |

| 2017 | 2018 | 2019 | 2020 | 2022-2024 | París 2024 | 2024-Actual |

### Tercera
| 1998 |  | 2000 |  | 2002 | 2006 | 2007 | 2008 | 2010 | 2012 | 2015 |

| 2017 |